# Dayton E. Phillips
Dayton Edward Phillips (* 29. März 1910 in Shell Creek, Carter County, Tennessee; † 23. Oktober 1980 in Kingsport, Tennessee) war ein US-amerikanischer Politiker. Zwischen 1947 und 1951 vertrat er den Bundesstaat Tennessee im US-Repräsentantenhaus.

## Werdegang
Dayton Phillips wuchs auf einer Farm auf und besuchte die öffentlichen Schulen seiner Heimat sowie die Cloudland High School in Roan Mountain. Zwischen 1929 und 1931 absolvierte er das Milligan College nahe Elizabethton. Anschließend studierte er bis 1934 an der University of Tennessee in Knoxville. Zwischenzeitlich arbeitete er in den Jahren 1931 und 1932 auch als Lehrer. Nach einem Jurastudium an der National University in Washington, D.C. und seiner im Jahr 1936 erfolgten Zulassung als Rechtsanwalt begann er in Elizabethton in seinem neuen Beruf zu arbeiten. Zwischen 1938 und 1942 war Phillips Bezirksstaatsanwalt im Carter County. Während des Zweiten Weltkrieges war er  zwischen 1943 und 1945 als Soldat der US Army auf dem europäischen Kriegsschauplatz eingesetzt. Bis 1947 fungierte er als Staatsanwalt im ersten Gerichtsbezirk von Tennessee.
Politisch war Phillips Mitglied der Republikanischen Partei. Bei den Kongresswahlen des Jahres 1946 wurde er im ersten Wahlbezirk von Tennessee in das US-Repräsentantenhaus in Washington gewählt, wo er am 3. Januar 1947 die Nachfolge von B. Carroll Reece antrat. Nach einer Wiederwahl konnte er bis zum 3. Januar 1951 zwei Legislaturperioden im Kongress absolvieren. Diese waren von den Ereignissen des Kalten Krieges geprägt.
Im Jahr 1950 unterlag er bei den Vorwahlen seiner Partei seinem Vorgänger Reece. Nach seinem Ausscheiden aus dem US-Repräsentantenhaus arbeitete Dayton Phillips wieder als Anwalt. Von 1952 bis zu seinem Tod am 23. Oktober 1980 leitete er als Chancellor den Chancery Court von Tennessee.